# Manoir de Roggow
Le manoir de Roggow est une demeure allemande de style néogothique « à la Tudor » qui se trouve à Rerik dans l'arrondissement de Rostock (Mecklembourg), tout près de la mer.

## Historique

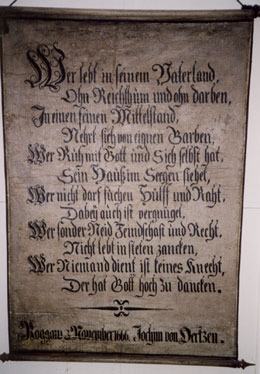
Panneau de 1666 au manoir

Le domaine de Roggow a été mentionné pour la première fois dans un document écrit en 1345, mais il date au moins de 1192, époque à laquelle il est en possession des seigneurs von Oertzen, famille de chevaliers du Mecklembourg. Cette famille en sera propriétaire pendant presque huit siècles, jusqu'à son expulsion en 1945.
Le château et le domaine sont dévastés pendant la guerre de Trente Ans. Un manoir baroque est construit vers 1666. Il est transformé au cours des ans, surtout vers le milieu du XIXe siècle, jusqu'à adopter totalement le style néogothique.
Wilhelm von Oertzen, le dernier propriétaire terrien du domaine, se suicide à l'arrivée de l'Armée rouge, le 4 mai 1945, après avoir tué sa femme d'un coup de revolver. Après avoir abrité des réfugiés expulsés des provinces de l'Est allemandes données à la Pologne, le château est transformé en colonie de vacances pour enfants des ouvriers de la LPG locale.
Un descendant de la famille von Oertzen, Peter von Oertzen, obtient le droit en 1990 de racheter le château et une partie du parc. Des chambres d'hôtes y sont ouvertes aujourd'hui.